# Anton Heida
Anton Heida (nacido en 1878, fecha de la muerte desconocida) fue un gimnasta estadounidense que compitió en los Juegos Olímpicos de San Luis 1904. Él es el más notable por haber ganado 5 medallas de oro en 1 año, incluyendo Barras paralelas masculino, Salto de caballete masculino, Caballete con aros masculino, Barra horizontal masculino, 4 Eventos combinado masculino y competición por equipos; convirtiéndose en el atleta más exitoso en los Juegos Olímpicos de 1904.